# Cinnoberkardinal
Cinnoberkardinal (Cardinalis phoeniceus) är en fågel i familjen kardinaler inom ordningen tättingar.

## Utseende och läte
Cinnoberkardinalen är en vacker fågel med en hög och spetsig tofs och en kraftig grå näbb. Honan är helt scharlakansröd med svart haka, honan brun med grått huvud och rött i tofsen och på stjärten. Sången består av en melodisk och långsam visslande serie.

## Utbredning och systematik
Fågeln förekommer i kustområden mot Karibien inordöstra Colombia och norra Venezuela samt på Isla Margarita. Den behandlas som monotypisk, det vill säga att den inte delas in i några underarter.

## Levnadssätt
Cinnoberkardinalen är en vanlig fågel i ökenbuskmarker och torra skogar i låglänta områden. Den ses ofta i par, sittande upprätt i busktoppar eller på exponerade grenar.

## Status och hot
Arten har ett stort utbredningsområde, men tros minska i antal, dock inte tillräckligt kraftigt för att den ska betraktas som hotad. Internationella naturvårdsunionen IUCN listar arten som livskraftig (LC).